# Byton (Herefordshire)
Byton – wieś i civil parish w Anglii, w hrabstwie Herefordshire, w dystrykcie (unitary authority) Herefordshire. Leży 28 km na północny zachód od miasta Hereford i 210 km na północny zachód od Londynu. W 2011 roku civil parish liczyła 184 mieszkańców. Byton jest wspomniana w Domesday Book (1086) jako Boitune.